# Bumijo
Bumijo is een bestuurslaag in het regentschap Jogjakarta van de provincie Jogjakarta, Indonesië. Bumijo telt 8941 inwoners (volkstelling 2010).